# Eyralpenus paucipunctata
Eyralpenus paucipunctata är en fjärilsart som beskrevs av Sergius G. Kiriakoff 1963. Eyralpenus paucipunctata ingår i släktet Eyralpenus och familjen björnspinnare. Inga underarter finns listade i Catalogue of Life.